# Squadra mauriziana di Fed Cup
La squadra mauriziana di Fed Cup rappresenta l'arcipelago di Mauritius nella Fed Cup ed è posta sotto l'egida della Mauritius Tennis Federation.
Essa ha preso parte solo a tre edizioni della manifestazione: la prima nel 2000 e, seguitamente, nel 2007 e nel 2008, senza mai superare il gruppo III della zona Europa/Africa, ultimo livello della competizione.

## Organico 2008
Aggiornato ai match del gruppo III (22-26 aprile 2008). Fra parentesi il ranking della giocatrice nei giorni della disputa degli incontri.
- Marinne Giraud (WTA #)
- Astrid Tixier (WTA #)
- Emma Taikie (WTA #)

## Ranking ITF
- Il prossimo aggiornamento del ranking è previsto per il mese di febbraio 2012.

| Bermuda nel Ranking ITF (aggiornata al 7 novembre 2011) |           |       |                            |
| Pos                                                     | Squadra   | Punti | Gruppo                     |
| 84                                                      | Panama    | 81.75 | Gruppo II - Americhe       |
| 85                                                      | Bermuda   | 46.50 | Gruppo II - Americhe       |
| 86                                                      | Honduras  | 21.75 | Gruppo II - Americhe       |
| 87                                                      | Mauritius | 20.00 | Gruppo III - Europa/Africa |
| 88                                                      | Malta     | 15.00 | Gruppo III - Europa/Africa |
| 89                                                      | Moldavia  | 12.00 | Gruppo III - Europa/Africa |
| 90                                                      | Islanda   | 10.00 | Gruppo III - Europa/Africa |